# Ōuetsu Reppan Dōmei
La Ōuetsu Reppan Dōmei (奥羽越列藩同盟? Alleanza dei domini di Mutsu, Dewa ed Echigo) fu una coalizione militare giapponese formata e sciolta nel giro di diversi mesi dall'inizio a metà del 1868 durante la guerra Boshin. La sua bandiera fu un pentagramma bianco su un sfondo nero, oppure uno nero intrecciato su stella a cinque punte su sfondo bianco.

## Storia
L'alleanza era centrata sui domini di Sendai, Yonezawa e Nihonmatsu, e riunì attorno ad essa tutti i domini dalle province di Mutsu, Dewa e parte nord di Echigo, oltre che al dominio Matsumae della regione di Ezo (oggi Hokkaidō). Il quartier generale si trovava al castello di Shiroishi, ed il capo formale dell'alleanza era il principe Kitashirakawa Yoshihisa, vecchio abate del Tempio di Kan'ei-ji di Edo che scappò a nord dopo la cattura della città da parte delle forze Satsuma–Chōshū, che si dichiarò "Imperatore Tobu", assieme a Date Yoshikuni di Sendai e Uesugi Narinori di Yonezawa. L'alleanza fu formata da una combinazione di forze moderne e tradizionale, e mobilitò un totale di 50000 soldati. 
Mentre l'alleanza rappresentava un coraggioso ed innovativo passo in avanti che unì forze militari di diverse decine di domini, non fu in grado di agire pienamente come un unico esercito coeso, e con la caduta dei domini di Sendai e Aizu, collassò totalmente.

## Membri del Ōuetsu Reppan Dōmei

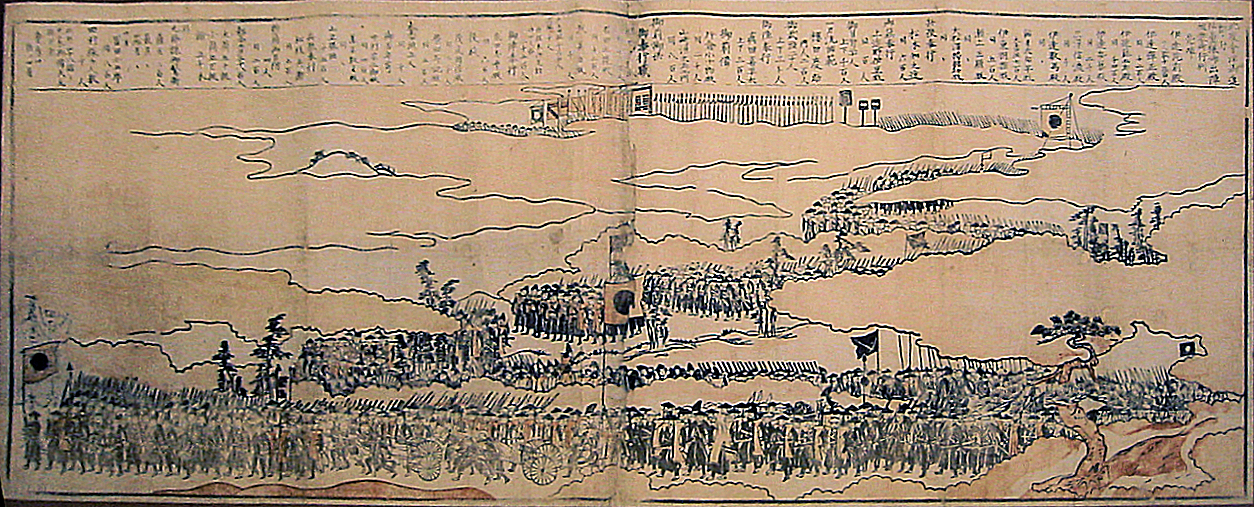
Truppe da Sendai, dopo la mobilitazione di aprile, si unirono all'alleanza del nord contro le truppe imperiali nel maggio 1868.

Bandiera

| Dominio    | Famiglia   | Provincia |
| ---------- | ---------- | --------- |
| Matsumae   | Matsumae   | Ezo       |
| Morioka    | Nanbu      | Mutsu     |
| Nihonmatsu | Niwa       | Mutsu     |
| Hirosaki   | Tsugaru    | Mutsu     |
| Tanagura   | Abe        | Mutsu     |
| Sōma       | Sōma       | Mutsu     |
| Sendai     | Date       | Mutsu     |
| Ichinoseki | Tamura     | Mutsu     |
| Miharu     | Akita      | Mutsu     |
| Iwakitaira | Andō       | Mutsu     |
| Fukushima  | Itakura    | Mutsu     |
| Moriyama   | Matsudaira | Mutsu     |
| Izumi      | Honda      | Mutsu     |
| Hachinohe  | Nanbu      | Mutsu     |
| Yunagaya   | Naitō      | Mutsu     |
| Miike      | Tachibana  | Mutsu     |
| Akita      | Satake     | Dewa      |
| Yonezawa   | Uesugi     | Dewa      |
| Shinjō     | Tozawa     | Dewa      |
| Yamagata   | Mizuno     | Dewa      |
| Kaminoyama | Matsudaira | Dewa      |
| Honjō      | Rokugō     | Dewa      |
| Kameda     | Iwaki      | Dewa      |
| Tendō      | Oda        | Dewa      |
| Yashima    | Ikoma      | Dewa      |
| Shibata    | Mizoguchi  | Echigo    |
| Nagaoka    | Makino     | Echigo    |
| Murakami   | Naitō      | Echigo    |
| Muramatsu  | Hori       | Echigo    |
| Mineyama   | Kyōgoku    | Echigo    |
| Kurokawa   | Yanagisawa | Echigo    |